# Aphasganophora bidens
Aphasganophora bidens is een vliesvleugelig insect uit de familie bronswespen (Chalcididae). De wetenschappelijke naam is voor het eerst geldig gepubliceerd in 1855 door Förster.